# Bungarus bungaroides

Bungarus bungaroides, el krait de las colinas del noreste, es una especie de serpiente venenosa de la familia Elapidae.  Es ovípara.

## Descripción
Las escamas dorsales se disponen en 15 filas longitudinales en la parte media del cuerpo; los escudos subcaudales están normalmente divididos en la parte anterior, pero en ocasiones algunos escudos pueden ser únicos, pero siempre divididos cerca de la punta; escamas ventrales 220-237; escamas subcaudales 44–51; el dorso es negro con una serie de líneas o barras transversales muy estrechas de color blanco a amarillo pálido; en el vientre, las barras transversales ligeras se ensanchan para formar barras transversales distintas. Longitud total 1,40 metros; longitud de la cola 0,16 metros (los machos son más grandes).

## Distribución geográfica
Myanmar, India (Assam,  Cachar, Sikkim, Meghalaya), Nepal, Bután, Vietnam, a altitudes de 2040 metros (Boulenger 1896:371), China (Xizang).